# Чернобыльский район

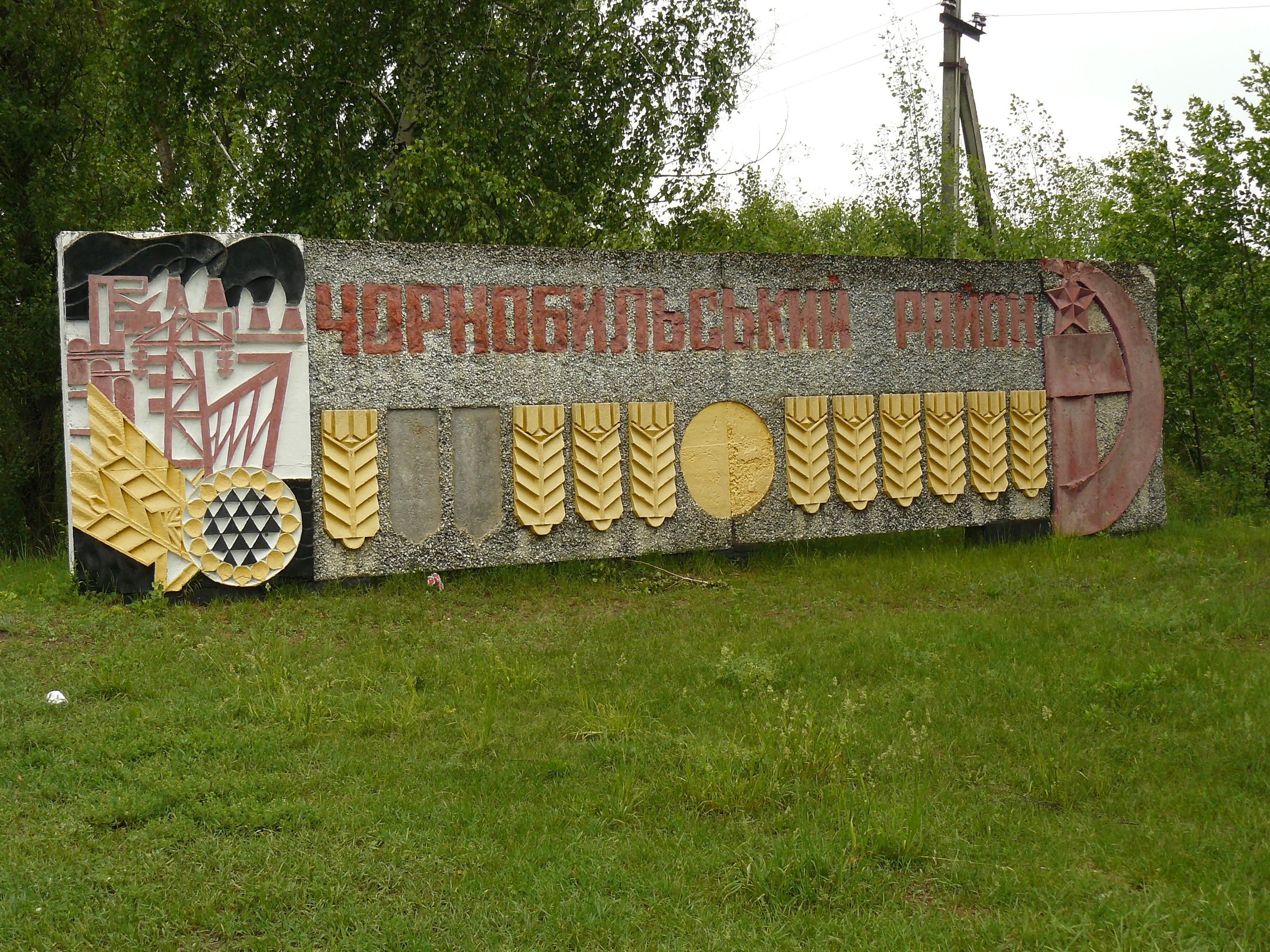
Исторический въездной знак Чернобыльского района на дороге от Иванкова в Чернобыль

Черно́быльский райо́н (укр. Чорно́бильський райо́н) — административная единица Киевской области Украинской ССР, существовавшая с 1923 до 1988 года. Районным центром был город Чернобыль (город с 22 марта 1941 года, посёлок городского типа с 1923 года).

## История
Чернобыльский уезд Киевской губернии был выделен из Радомысльского уезда в 1919 году. В ходе административно-территориальной реформы в 1923 году преобразован в Чернобыльский район Киевской губернии (с 1932 года — Киевской области).
10 сентября 1959 года к Чернобыльскому району была присоединена часть территории упразднённого Новошепеличского района.
В 1971 году в составе района находились 1 городской (Чернобыльский) и 27 сельских советов, которым подчинялись в общей сложности 69 населённых пунктов. В 1970 году начато строительство Чернобыльской АЭС и города атомщиков Припять. К 1979 году посёлок городского типа Припять был крупнейшим населённым пунктом района. В этом же году Припять получила статус города и перешла в областное подчинение, перестав формально являться частью района.
После аварии на Чернобыльской АЭС 26 апреля 1986 года было принято решение об эвакуации жителей, оказавшихся в зоне радиоактивного заражения. Население Припяти было эвакуировано 27 апреля, жители сельской местности — 4 и 5 мая 1986 года. В связи с тем, что более 90 % площади района, включая райцентр, оказались в зоне отчуждения, 16 ноября 1988 года Чернобыльский район был ликвидирован, а его территория вошла в состав Иванковского района.
Сегодня бо́льшая часть бывшей территории района находится в зоне отчуждения, где на вахтенной основе проживает обслуживающий персонал ЧАЭС, и постоянно проживает 135 (по состоянию на октябрь 2017 года) самосёлов.
17 июля 2020 года территории Полесского и Иванковского районов (таким образом, и территория бывшего Чернобыльского района), а также город Славутич, были включены в состав Вышгородского района в рамках административно-территориальной реформы.

## Известные уроженцы
В селе Залесье Чернобыльского района  родился отец российского оппозиционного политика Алексея Навального и его двоюродная сестра Марина Навальная — украинский филолог, общественный деятель. Уроженцем этого села также является житомирский митрополит Никодим (Горенко).